# Knowle West Boy
Knowle West Boy — восьмой студийный альбом британского трип-хоп-музыканта Tricky, вышедший в 2008 году. Knowle — район Бристоля, где Трики родился и вырос.
Запись альбома проходила в два этапа — в Лондоне и Лос-Анджелесе. Выпуск состоялся 7 июля 2008 года в Европе, 9 сентября в Америке. После выхода альбома музыкант отправился в концертный тур, в рамках которого посетил Москву и Санкт-Петербург.

## Список композиций
Все песни написаны Трики и Бернардом Батлером, если не указано другое.
1. «Puppy Toy» — 3:34 (вокал Алекс Миллс, группа Leeds)
2. «Bacative» — 3:51 (вокал — Rodigan)
3. «Joseph» — 2:29 (вокал — Joseph Franklin Hunt, Tricky)
4. «Veronika» — 3:00 (Tricky, Вероника Коссоло)
5. «C’mon Baby» — 3:04
6. «Council Estate» — 2:39 (вокал — Трики)
7. «Past Mistake» — 5:07 (вокал — Lubna)
8. «Coalition» — 3:59
9. «Cross to Bear» — 3:45 (вокал — Hafdis Huld)
10. «Slow» — 3:22 (Кайли Миноуг, Дэниел Кэри (Mr. Dan), Эмилиана Торрини)
11. «Baligaga» — 3:42 (вокал — Rodigan)
12. «Far Away» — 3:39 (Tricky, Вероника Коссоло)
13. «School Gates» — 3:47 (вокал — Lubna и Трики)

«Council Estate» — первый сингл Трики, в котором был его собственный вокал.
Песня «Slow» является кавер-версией песни Кайли Миноуг с альбома Body Language 2003 года.